# Å

Ilustrace

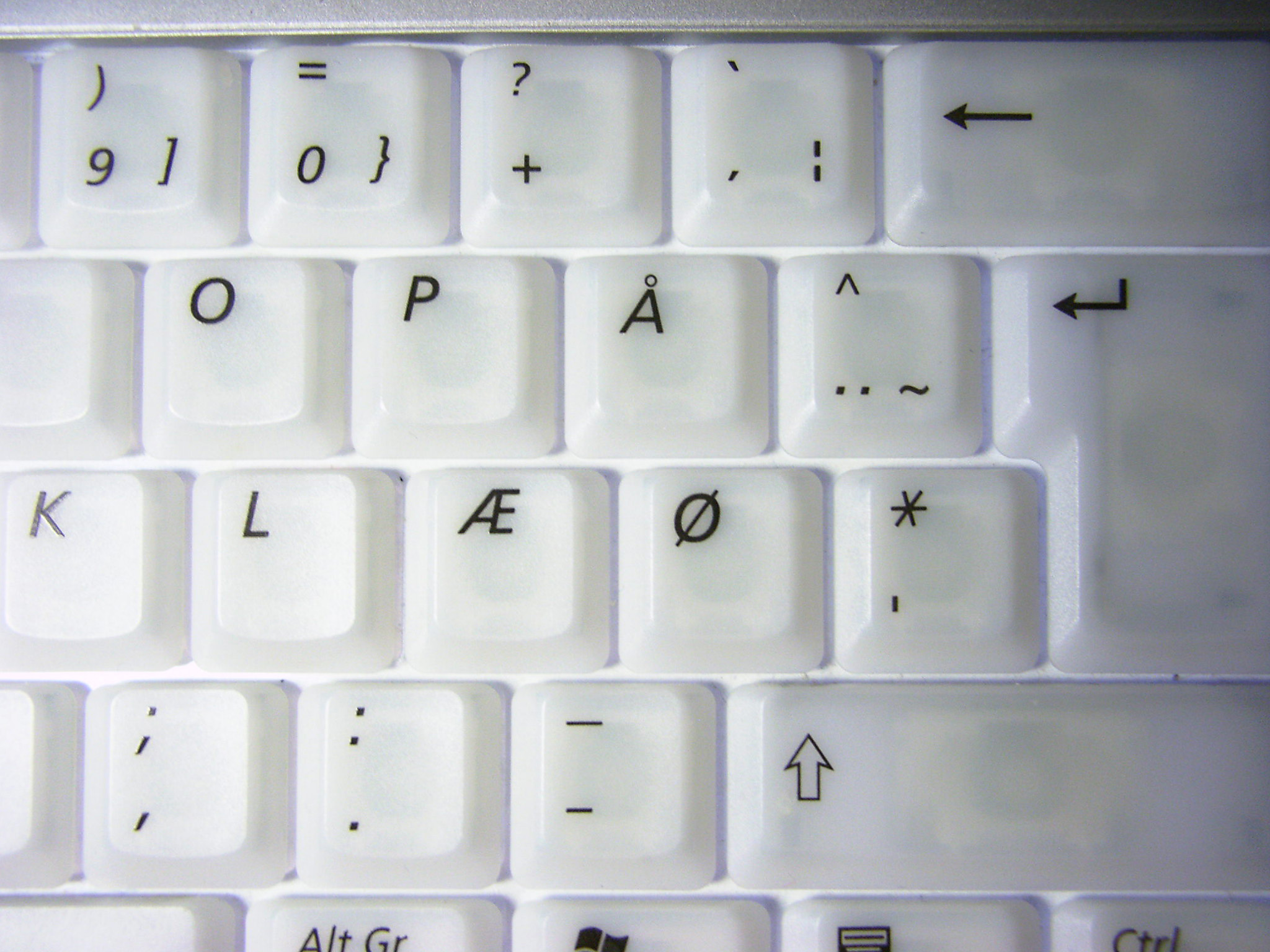
Dánská klávesnice se znaky: Æ, Ø, Å.

Å je písmeno v abecedě některých jazyků (švédština, finština, dánština, norština, severofríština, valonština, chamorro, istrorumunština), kde označuje [o]-zvuky. Jedná se o znak A opatřený diakritikou (kroužkem).
Historicky se å vyvinulo z dlouhého [a:] (nebo podobných zvuků), které bylo původně zapisováno jako aa, později aa. Ve švédštině byl znak å poprvé použit ve švédském překladu Bible, který v roce 1526 nechal vyhotovit král Gustav I. Vasa.
V dánštině, norštině a švédštině je toto písmeno i slovem označujícím potok.
Velké Å je označením fyzikální jednotky Ångström.
Kód Unicode pro velké Å je U+00C5 (decimálně 197) a pro malé å U+00E5 (229), pro symbol Å (Ångström) U+212B (8491).
Å je také vesnice v Dánsku, Švédsku, a několik vesnic v Norsku (např. Å na Lofotech).